# Francesco Margiotta
Francesco Margiotta, né le 15 juillet 1993 à Turin (Italie), est un footballeur italien, qui évolue au poste d'avant-centre au sein du club australien du Melbourne Victory.

## Carrière
Né à Turin dans le Piémont, Margiotta commence sa carrière à la Juventus FC. Il y signe un contrat de quatre ans en 2011. En 2012, il est prêté à Carrares Calcio,. Au fil des années, il est prêté successivement à Venise en 2013, à Monza en 2014,, au Real Vicence en 2015 puis à Santarcangelo Calcio.
En juin 2016, il rejoint un club néo-promu en première division suisse, le Lausanne-Sport, pour une durée d'un an. Après une demi-saison où il marque 8 buts, il se blesse gravement en janvier, mettant un terme à sa saison,. Très populaire auprès des supporters, il prolonge en juin 2017 son contrat à Lausanne jusqu'à la fin de la saison suivante. Sous l'impulsion des nouveaux dirigeants, il signe définitivement à Lausanne jusqu'en 2021, pour la somme d'1 million d'euros .
Le 25 juin 2019, Francesco quitte le club lausannois et s'engage avec le FC Lucerne avec un contrat s'étendant jusqu'en 2022.